# نتيلة راشد
نتيلة إبراهيم راشد كاتبة صحفية مصرية، وأمينة لجنة ثقافة الطفل بالمجلس الأعلى للثقافة. هي إحدى مؤسسات مجلة سمير للأطفال في أبريل 1956، وشغلت منصب رئيس تحريرها من عام 1966 وحتى 2002. وأيضًا كتب الهلال للأطفال سابقًا، وإحدى أهم من كتبن للأطفال وأفنين عمرهن من أجلهم.

## حياتها
وُلدت نتيلة راشد في منتصف الثلاثينيات، وجاءت نشأتها في أسرة ميسورة الحال وجاءت ميولها السياسية يسارية اشتراكية. آمنت بتجربة عبد الناصر كونها التجربة الملهمة للاستقلال الوطني والنهضة وإنصاف الفقراء وتعايشت مع تقلبات سياسية ولحظات هزيمة ونصر وهي مستمسكة بحب للحياة ينثنى مع الآلام ليعود ناهضًا يدفعها للاستمرار.

## جذور اسمها
اسم نتيلة من الجزيرة العربية، وهو أيضًا اسم إحدى عمات النبي محمد.

## كتابتها
كان لها مقالًا أسبوعيًا تحت اسم أولادي حبايب قلبي. اهتمت ماما لبنى بالأطفال وبنائهم والتواصل معهم فابتكرت باب مراسل سمير الصحفي الناشئ لرعاية أجيال من الأطفال وتعليمهم الصحافة وقواعدها، وأكثر من التحقوا بالباب كانت تنشر موضوعاتهم الصحفية وحواراتهم في مجلة سمير مع صورهم وهم لم يتعدوا الرابعة عشرة من عمرهم.
لم يكن في قصصها من يحمل لواء المساواة، لكن المساواة هي أصل الحكاية وليس هناك من يتغنى بالخير ولكن الشر مهزوم وليس هناك من هو كامل ومثالي ولكن هناك دوما من يسعى لأن يكون أفضل وألطف وأكثر قدرة على التكييف مع الحياة. الحياة في قصص ماما لبنى ليست حلمًا ورديًا بل هي تجربة حياتية كاملة بما فيها من اختبارات، يتم اجتياز بعضها والإخفاق في البعض الآخر دون أن فقدن الرغبة في المضي قدمًا.
تُرجمت بعض أعمال ماما لبنى إلى اللغة الإنجليزية وترجمت هي نفسها بعض الأعمال عن الإنجليزية، لتصدر هذه وتلك عن دار الهلال التي ارتبط اسمها باسم ماما لبنى سنوات وسنوات ترأست في بعض منها كتب الأطفال عن الدار ونالت خلالها جائزة الدولة في أدب الأطفال ووسام العلوم والفنون من الطبقة الأولى.

## زواجها
في عام 1956، تزوجت من عبد التواب يوسف، وأنجبا أولادهما الثلاثة لبنى عام 1957، وهي أستاذ بقسم اللغة الإنجليزية بكلية الآداب بجامعة القاهرة ووكيلة الكلية لشؤون الدراسات العليا؛ وهشام عام 1959، وهو دبلوماسي وكان المتحدث الرسمي ورئيس مكتب الأمين العام للجامعة العربية؛ وعصام عام 1965، حيث كان عضوًا منتدبًا للشركة المصرية الدولية لحماية البيئة ويعمل حاليًا كمدير عام شركة مونتانا ستوديوز للإنتاج السينمائي، ومُؤلف روايتي ربع جرام عام 2008 واثنين ضباط عام 2014.

## جوائز
حصلت على جائزة الدولة في أدب الأطفال عام 1978 وعلى وسام العلوم والفنون من الطبقة الأولى.